# Conde da Trindade
O título de Conde da Trindade foi criado por decreto do rei D. Luís I de Portugal, datado de 22 de Dezembro de 1881, a favor de José António de Sousa Basto, único titular.
Antes tinha sido agraciado, por decreto de 10 de Novembro de 1852 da rainha D. Maria II de Portugal, com o titulo de Visconde da Trindade.

## Titulares

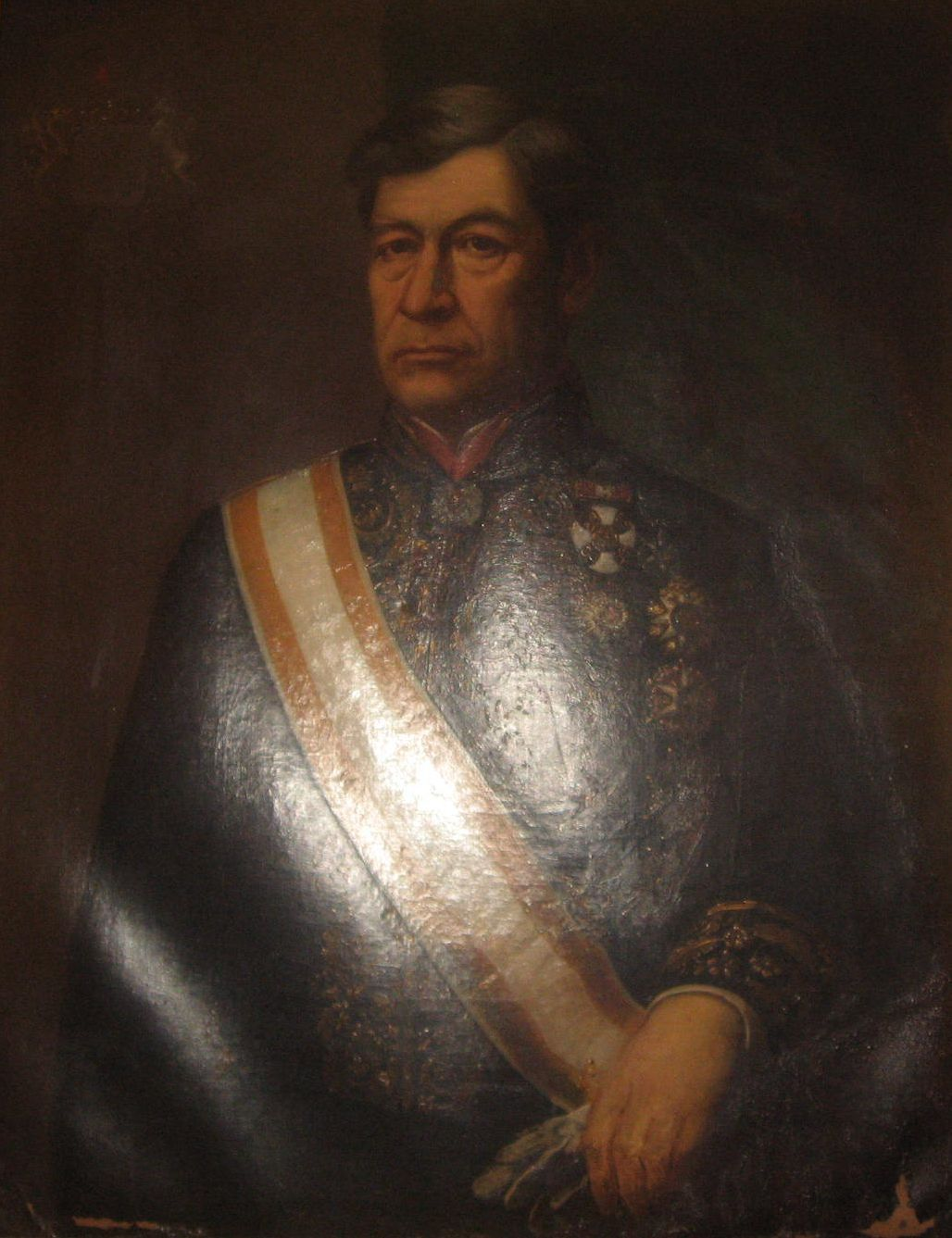
Conde e Visconde da Trindade

1. José António de Sousa Basto, Conde e Visconde da Trindade.[1]

Notas Biográficas

Guarda-Roupa Honorário.

Fidalgo Cavaleiro da Casa Real.

Comendador da Ordem de Cristo.

Comendador da Ordem de Nossa Senhora da Conceição de Vila Viçosa.

Cavaleiro da Torre e Espada.

Grã-Cruz da Ordem de Isabel a Católica.

Comendador da Ordem de Carlos III.

Grande Oficial de Numero da Coroa de Itália e oficial da Ordem da Rosa.
Em 4 de Outubro de 1864, o Papa Pio IX (à frente dos destinos da Igreja Católica de 1846 a 1878) incumbia a infanta D. Isabel Maria de entregar ao ainda Visconde da Trindade as insígnias de comendador da Ordem Romana de São Gregório Magno, com que o tinha agraciado.
Vereador e, depois, presidente da Câmara Municipal do Porto de 1854 a 1855.

Notas

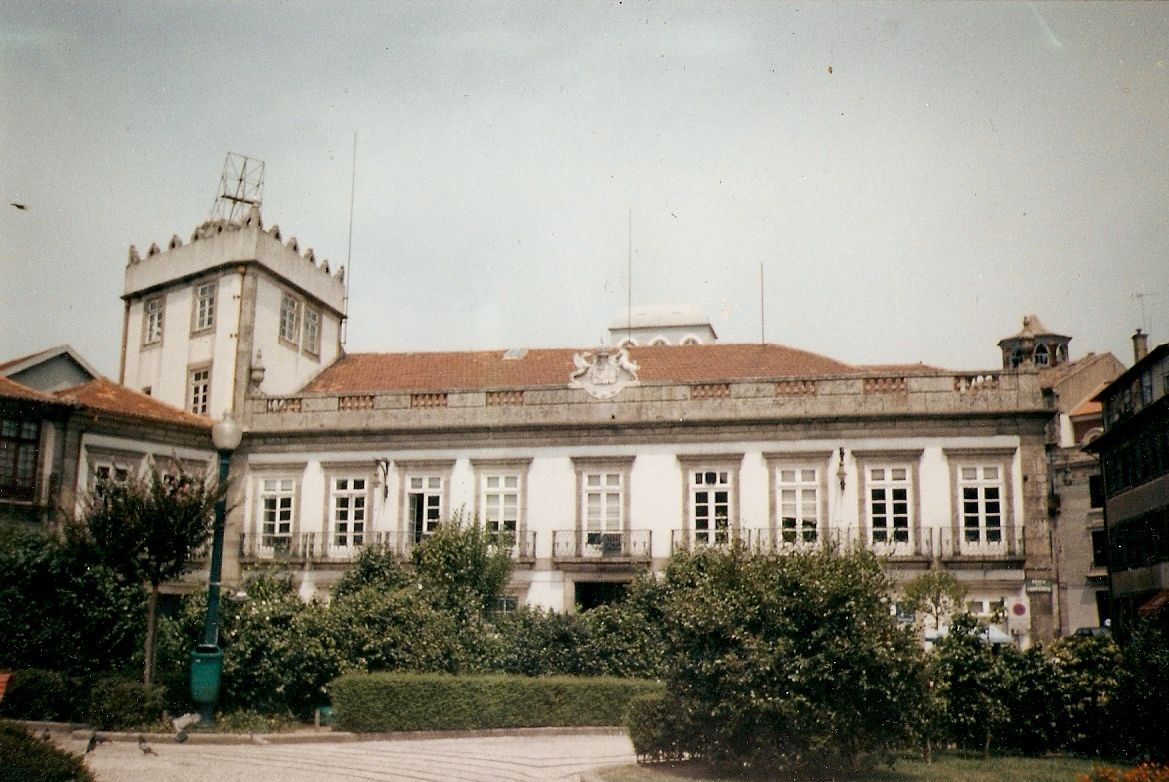
Palácio do Conde da Trindade

Em 1823 partiu para o Brasil onde se dedicou à vida mercantil, tendo criado com outros sócios a firma "Amorim & C.ª", que duraria até 1846, e com a qual obteve rápida e crescente prosperidade. Regressa a Portugal, aportando em Lisboa, a 16 de Julho de 1850. Vinte e sete anos de trabalho persistente e honesto permitiram-lhe amealhar considerável fortuna. No mês seguinte fixou residência no Porto, comprando na Praça Carlos Alberto o palacete dos Viscondes de Balsemão, que tinham transferido residência para Lisboa. No mesmo palacete, tinha em 1849 ficado alojado o rei abdicatório Carlos Alberto da Sardenha que daria o nome à mesma praça. O edifício, datado do século XVIII, ostentava na frente grandes e belos jardins, nos quais, mais tarde, seria edificado o Teatro Carlos Alberto. Não se esquivara a despesas para o aformosear pela parte externa, fazendo-o encimar pela balaustrada e pelo brasão das suas armas, como ainda hoje se poderá ver e admirar. Interiormente, reconstruiu-o com grandeza e decorou as salas com magnificência.

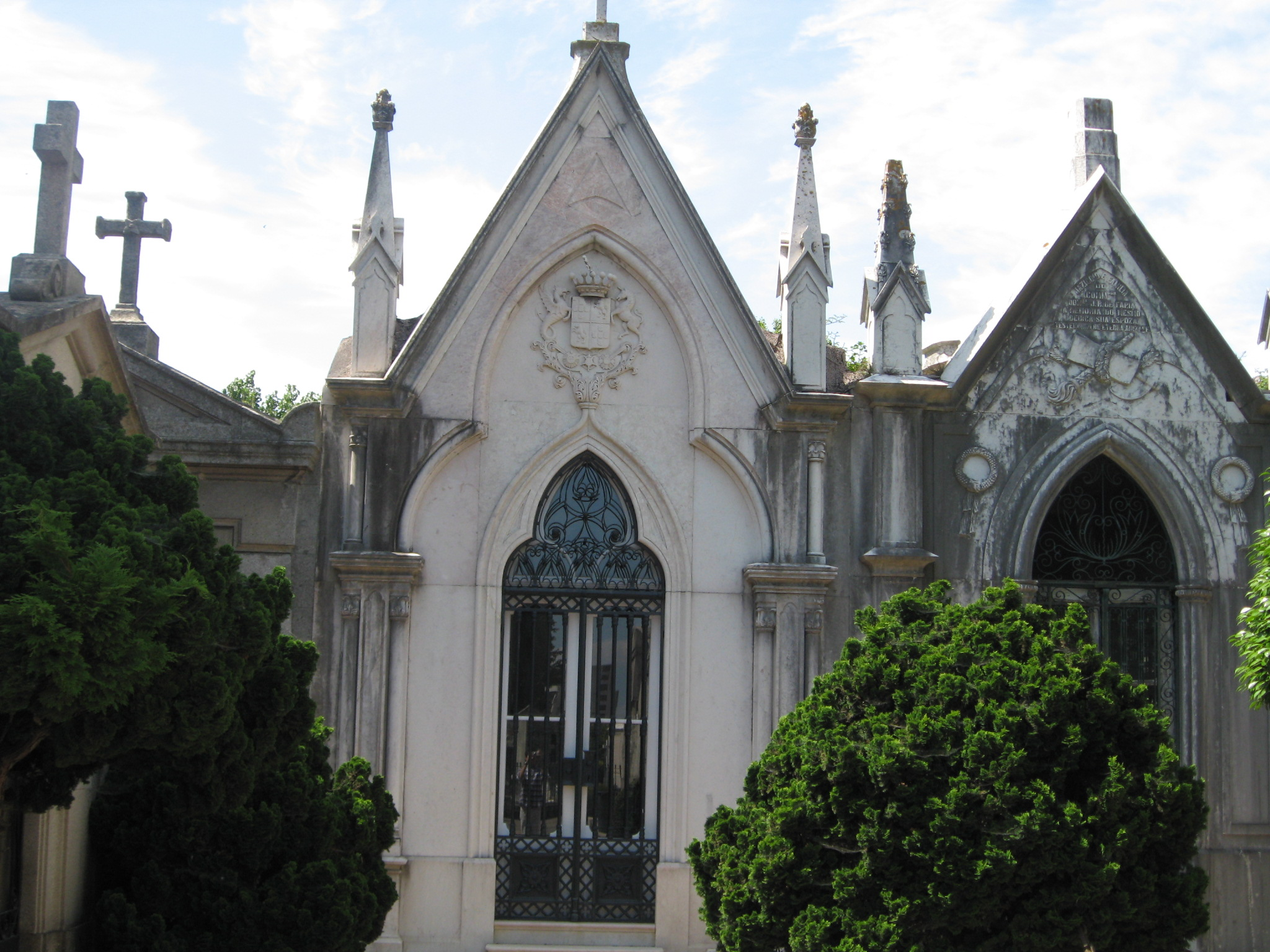
Jazigo do Conde da Trindade

Generoso no auxílio a organismos de beneficência, tanto de Lisboa como do Porto. Fez parte de vários corpos administrativos. Mas seria a Ordem da Trindade a instituição a que ele, de longe, mais se afeiçoaria e à qual mais atenções e auxílios dispensaria até ao fim da vida. Ainda emigrante no Brasil, já se afirmara como benfeitor generoso da instituição, que o elegera, por unanimidade — e por anos consecutivos — prior efectivo. E isto devido à sua iniciativa em prol do hospital da Trindade.

Está sepultado no jazigo que mandou erguer no cemitério de Agramonte, talhão da Ordem da Trindade, jazigo n.º 1.

O título encontra-se actualmente extinto.

## Brasão de Armas

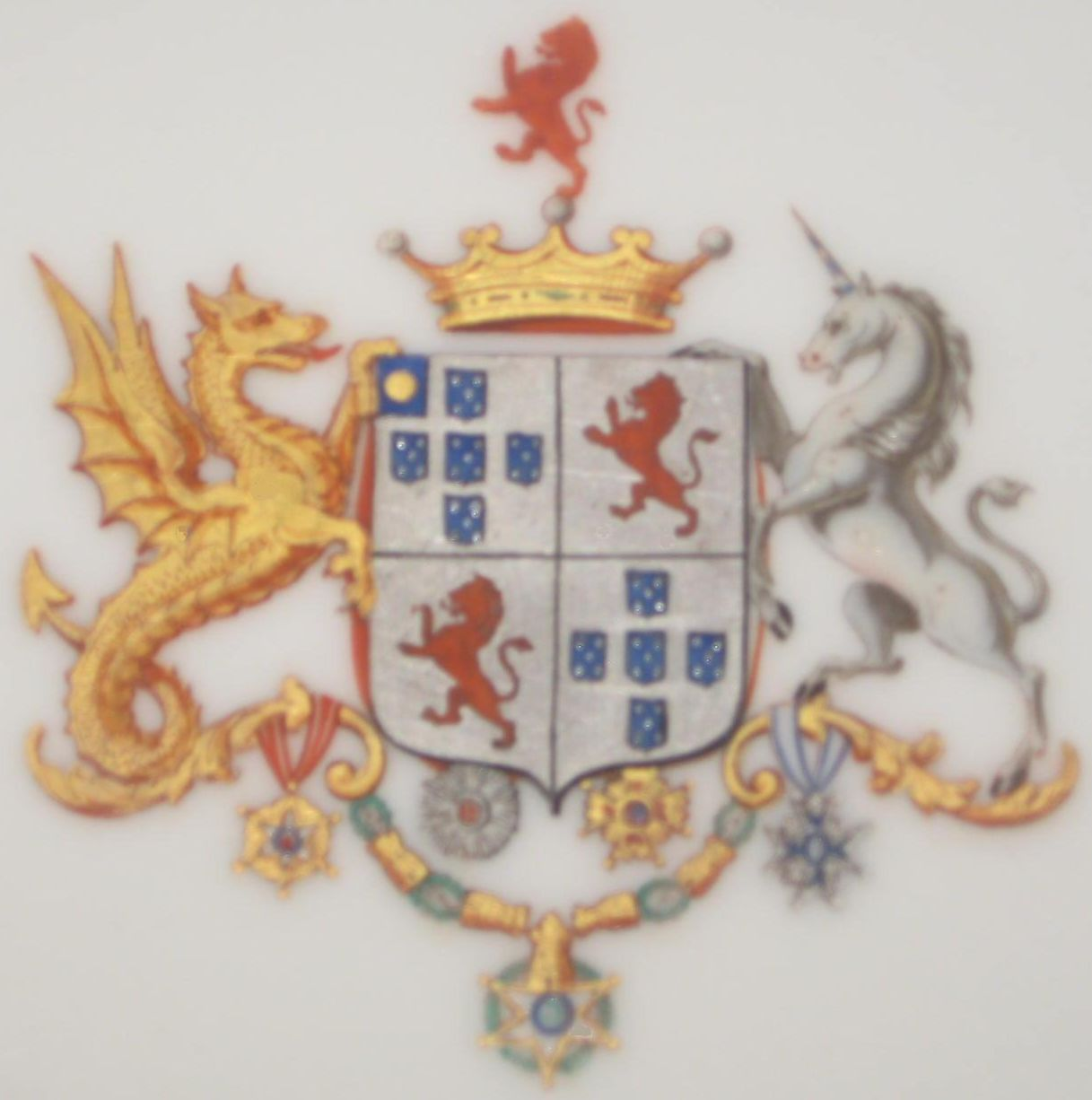
Brasão do Conde da Trindade

Escudo pleno com as Armas dos Sousa - do Prado, que são esquarteladas, no primeiro quartel em campo de prata as cinco quinas de Portugal, no segundo também em campo de prata um Leão sanguinho, e assim os contrários. Sobre o Escudo a Coroa de Visconde. Timbre o Leão das Armas. E por diferença uma brica azul com um bezante de ouro..

## Genealogia
1. José António de Sousa Basto, 1.º Conde e 1.º Visconde da Trindade, nasceu a 19 de Março de 1805, na freguesia de São Miguel de Refojos de Basto, Cabeceiras de Basto, Braga, onde foi baptizado a 20 de Março de 1805, faleceu na freguesia da Vitória, Porto, a 21 de Maio de 1890, filho de Joaquim José de Oliveira e Sousa, que nasceu a 18 de Dezembro de 1763, na freguesia de São Pedro de Alvite, Cabeceiras de Basto, Braga, onde foi baptizado a 20 do mesmo mês e ano, proprietário, e de sua mulher Teresa Maria Basto, nascida a 4 de Julho de 1765, na dita freguesia de São Miguel de Refojos de Basto, onde foi baptizada a 7 do mesmo mês e ano. Casou duas vezes; a 1ª vez, a 7 de Dezembro de 1834, com D. Escolástica Rosa de Amorim, que nasceu em Nossa Senhora da Candelária, Rio de Janeiro, Brasil, a 14 de Junho de 1819, e foi baptizada, em perigo de vida, a 15 de Agosto de 1819, no oratório das casas de Chácara, de seu avô materno o Tenente-Coronel Julião José de Oliveira, faleceu a 19 de Junho de 1839; a 2ª vez; em Cúria, Rio de Janeiro, Brasil, a 26 de Fevereiro de 1838, com sua cunhada, D. Josefa Rosa de Amorim, que nasceu em Nossa Senhora da Candelária, Rio de Janeiro, Brasil, a 29 de Novembro de 1821, e foi baptizada a 19 de Fevereiro de 1822, Dama da Ordem de Maria Luiza de Espanha, faleceu a 7 de Junho de 1895, ambas filhas de António Ferreira de Amorim, Cavaleiro da Ordem de Cristo, no Brasil, e de sua mulher D. Balbina Rosa de Oliveira, netas paternas de Luís António Ferreira de Amorim e de sua mulher Josefa Delfina Pacheco, netas maternas de Julião José de Oliveira e de sua mulher Escolástica Rosa de Castilho. Teve dos dois casamentos sete filhos:

Filhos do 1.º casamento:
2. José, nasceu na freguesia de Nossa Senhora da Candelária, Rio de Janeiro, Brasil, a 27 de Novembro de 1835, foi baptizado a 20 de Janeiro de 1836, no oratório da Chácara do Coqueiro do Coronel Julião José de Oliveira, foram padrinhos, o dito Coronel Julião José de Oliveira e Dona Balbina Rosa de Amorim, morreu ainda criança.

2. Balbina, nasceu na freguesia de Nossa Senhora da Candelária, Rio de Janeiro, Brasil, a 20 de Abril de 1838, foi baptizada a 14 de Junho de 1838, em perigo de vida, foram padrinhos António Ferreira de Amorim e D. Balbina Rosa de Oliveira Amorim, que passou procuração a D. Rosa Maria do Amaral, faleceu a 16 de Abril de 1839, está sepultada no jazigo de família no cemitério de Agramonte, Porto.

Filhos do 2.º casamento:

2. D. Josefina Henriqueta de Sousa Basto, que pelo seu casamento foi 3.ª Baronesa do Valado, nasceu no Rio de Janeiro, Brasil, a 18 de Abril de 1842. Na sua descendência encontra-se a representação genealógica destes títulos: Conde da Trindade, Visconde da Trindade e Barão do Valado.

2. José António de Sousa Basto Júnior, 2.º Visconde da Trindade, nasceu no Rio de Janeiro, Brasil, a 5 de Julho de 1843, Guarda-Roupa Honorário, Fidalgo Cavaleiro da Casa Real, Cavaleiro das Ordens de Nossa Senhora da Conceição de Vila Viçosa, e de Carlos III de Espanha. Casou no Rio de Janeiro, Brasil, com a actriz, Mariana Rochedo. Sem geração.

2. António José de Sousa Basto, nasceu na freguesia da Candelária, Rio de Janeiro, Brasil, a 6 de Abril de 1845, Fidalgo Cavaleiro da Casa Real, Cavaleiro da Ordem de Nossa Senhora da Conceição de Vila Viçosa, etc., faleceu na freguesia da Vitória, Porto a 6 de Maio de 1877. Casou na freguesia da Vitória, Porto, a 31 de Julho de 1867 com D. Maria Emília Cabral, que nasceu em Barcelos, a 18 de Dezembro de 1838, filha de José de Sena Cabral Almeida Carvalhais e de sua mulher D. Cândida Maria Amália. Sem geração.

2. D. Adelaide Henriqueta de Sousa Basto, que pelo seu casamento foi 2.ª Viscondessa de Lagoaça, nasceu a 5 de Março de 1848, na freguesia de Nossa Senhora da Candelária, Rio de Janeiro, Brasil, onde foi baptizada a 4 de Fevereiro de 1849, e faleceu a 4 de Abril de 1922. Casou na freguesia da Vitória, Porto, a 20 de Junho de 1870, com Júlio César de Castro Pereira, 2.º Visconde de Lagoaça, que nasceu a 27 de Março de 1836, na freguesia da Vitória, Porto, onde foi baptizado, a 4 de Maio de 1936, Bacharel formado em Direito, Comendador da Ordem de Cristo, etc., e faleceu a 13 de Março de 1899, filho de José António de Castro Pereira e de sua mulher D. Antónia Margarida Antunes Navarro. Com geração.

2. D. Elvira Henriqueta de Sousa Basto, que pelo seu casamento foi 1.ª Viscondessa de Moreira de Rei, nasceu na freguesia da Vitória, Porto, a 6 de Julho de 1852, faleceu no Porto, a 19 de Abril de 1881, ficando sepultada no jazigo dos Condes da Trindade, em Agramonte no Porto. Casou na freguesia da Vitória, Porto, a 14 de Abril de 1867, com António Augusto Ferreira de Mello, 1. Visconde de Moreira de Rei, nasceu em São Martinho de Moreira de Rei, Braga, a 19 de Julho de 1838, proprietário, Bacharel formado em Leis (U. Coimbra), Académico Professor da Academia Matritense de Jurisprudência e Legislação, Advogado perante o Tribunal do Conselho de Estado e Tribunais Civis e Criminais de Lisboa, Deputado da Nação em várias Legislaturas, Par do Reino, Fidalgo Cavaleiro da Casa Real, Comendador da Ordem de Carlos III de Espanha, etc., e faleceu a 9 de Outubro de 1891, filho de Joaquim Ferreira de Mello, do Conselho de Sua Majestade, Fidalgo da Casa Real, Senhor da Casa Foral de Moreira de Rei em Fafe, e de sua mulher D. Florinda Rosa de Carvalho e Mello. Com geração.